# Ехтен (Фрисландія)
Ехтен (нід. Echten) — село в нідерландській провінції Фрисландія. Входить до муніципалітету Фріске-Маррен.
Його площа становить 3,00 км², а населення станом на 2021 рік складало 260 осіб.
Перша згадка про населений пункт датується 1245 роком.

## Галерея

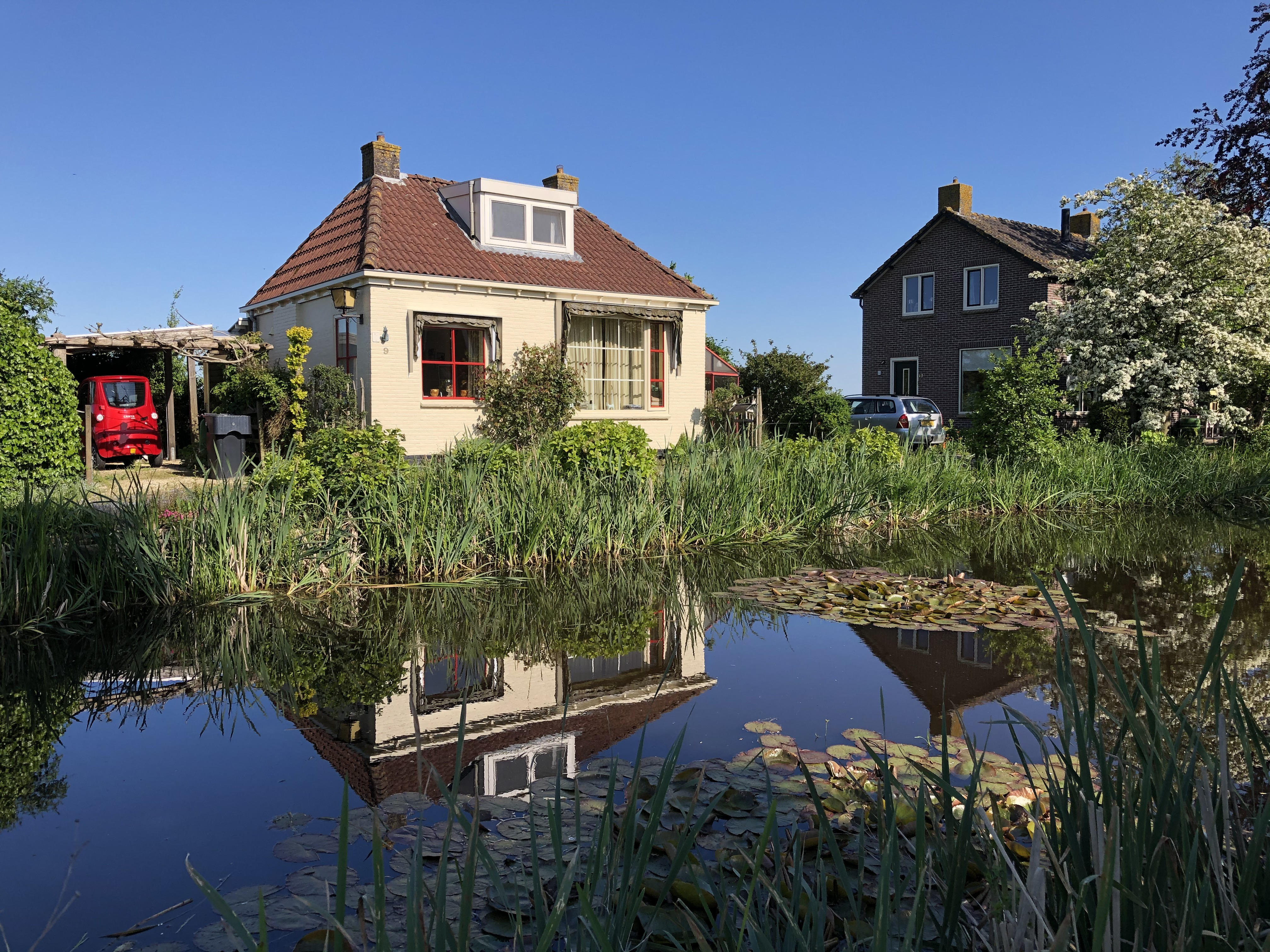
Канал у селі
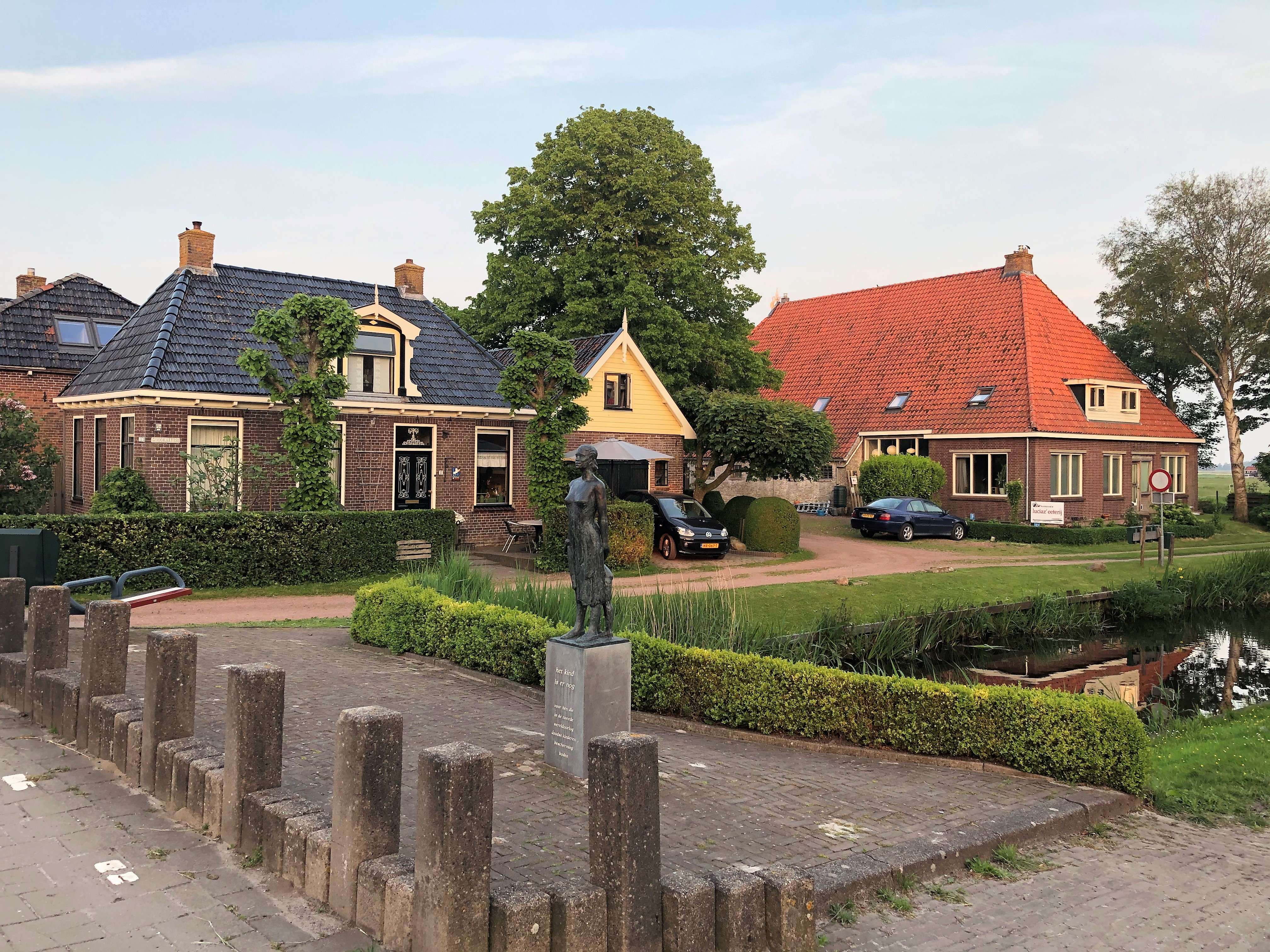
Центр села
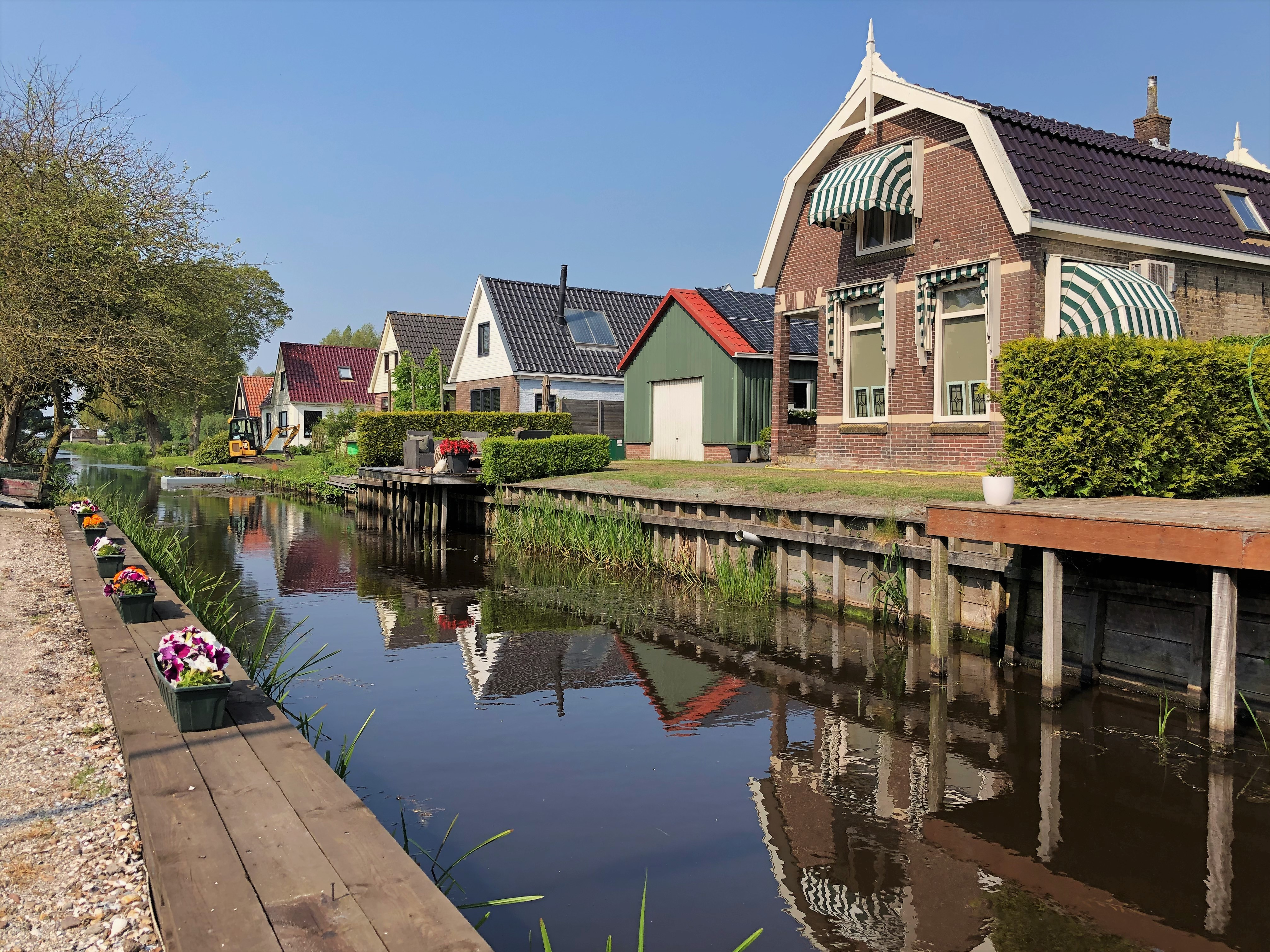
Забудова понад каналом
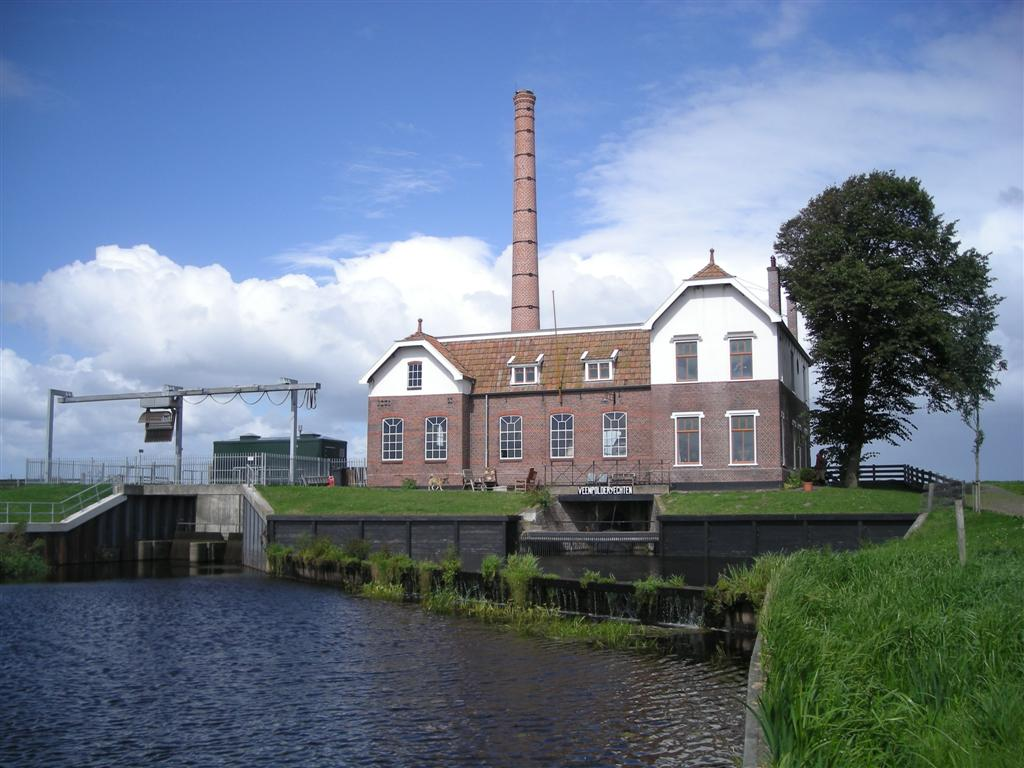
Насосна станція